# قاي هولمز
قاي هولمز (بالإنجليزية: Guy Holmes)‏ (1 ديسمبر 1905 المملكة المتحدة - 22 نوفمبر 1967 هيستينغز المملكة المتحدة) هو لاعب كرة قدم بريطاني سابق كان يلعب كمدافع، شارك خلال مسيرته في الألعاب الأولمبية الصيفية 1936.

## وصلات خارجية
قاي هولمز على موقع الاتحاد الدولي (مؤرشف)  (الإنجليزية)
- قاي هولمز على موقع أوليمبيديا (الإنجليزية)